# Synanthedon bibionipennis
Synanthedon bibionipennis (tên tiếng Anh: Bướm vương miện dâu tây) là một loài bướm đêm thuộc họ Sesiidae. Nó được tìm thấy ở miền tây Bắc Mỹ từ Montana phía nam đến Texas westward đến bờ biển Thái Bình Dương và từ British Columbia đến California. Nó được du nhập vào Hawaii.
Sải cánh dài khoảng 20 mm. Con trưởng thành bay từ tháng 4 đến tháng 8. 
Ấu trùng ăn nhiều loại hoa hồng, bao gồm Fragaria, Rosa, Rubus và Potentilla. Nó được coi là loài gây hại cho dâu tây.